# KPF arkitekter
KPF arkitekter er Danmarks 5.største arkitektvirksomhed (2015). Man har nået en størrelse af +120 ansatte med fusionen mellem Erik Møller Arkitekter og KPF arkitekter i 2015.
KPF arkitekter er baseret i Viborg og har afdelinger i Aarhus, Aalborg og København. Man er struktureret som en koncern med datterselskaberne Erik Møller Arkitekter, Brøgger arkitekter og Formsprog. 
I 2015 har KPF modtaget Borgernes Arkitekturpris i Vejle  samt vundet en underkontrakt på milliardbyggeriet af Malmös nye supersygehus. 

I 2012 udgav Archipress M bogen "Works and Projects by KPF arkitekter: Interpreted by Robert McCarter/With an Essay by John M. Cava" af Marianne Ibler, der indeholder illustrationer, billeder og analyser af KPF Arkitekters byggerier og filosofi. 
KPF Arkitekter er ejet af 13 partnere